# Баскетболист года конференции Southwest
Баскетболист года конференции Southwest (англ. Southwest Conference Men's Basketball Player of the Year) — это ежегодная баскетбольная награда, вручавшаяся по результатам голосования лучшему баскетболисту среди студентов конференции Southwest, входившей в первый дивизион NCAA. Голосование проводилось среди главных тренеров команд, входивших в конференцию, к тому же свои голоса тренеры подавали после окончания регулярного чемпионата, но перед стартом плей-офф, то есть в начале марта, причём они не могли голосовать за своих собственных игроков. Этот трофей был учреждён и впервые вручён Рику Херршеру из Южного методистского университета в сезоне 1957/58 годов.
Конференция Southwest являлась одной из старейших конференций NCAA, официально начала свою деятельность 8 декабря 1914 года, тогда в неё входило восемь команд, в следующем году из неё исключили одну команду, ещё через два года в неё перевели другую команду, однако в 1919 году число команд опять уменьшилось до семи. С течением времени, при образовании новых университетов, количество команд в конференции увеличилось до девяти. Сначала конференция называлась Southwestern, но только в 1925 году из этого названия убрали последние три буквы. В 1996 году конференция Southwest была расформирована, а выступавшие там команды были переведены в другие конференции (четыре команды были включены в Big 12, три — в Western Athletic, а ещё одна — в USA). В последний раз эта награда была вручена перед роспуском конференции Джейсону Сэссеру из Техасского технологического университета в сезоне 1995/96 годов.
Восемь игроков: Кэрролл Бруссард, Бенни Ленокс, Джон Бизли, Джин Филлипс, Ларри Робинсон, Сонни Паркер, Тревис Мэйс и Уилл Флемонс получали эту награду несколько раз, причём Бруссард и Филлипс получали её по три раза. Шесть раз обладателями этой премии становились два игрока (1971, 1976, 1980, 1983, 1991 и 1992), кроме этого ещё два раза (1969 и 1993) лауреатами почётного трофея стали сразу три баскетболиста, что бывает довольно редко в студенческом баскетболе. Чаще других обладателями награды становились игроки Техасского университета A&M (10 раз), Техасского университета в Остине и Южного методистского университета (по 8 раз).

## Легенда
|           | Сообладатели награды |
| Игрок (X) | Количество титулов   |

## Победители
| Сезон   | Игрок                | Фото | Университет                           | Позиция                                                      | Год обучения | Примечания |
| ------- | -------------------- | ---- | ------------------------------------- | ------------------------------------------------------------ | ------------ | ---------- |
| 1957/58 | Рик Херршер          |      | Южный методистский университет        | Атакующий защитник / Лёгкий форвард                          | Четвёртый    | [ 1 ]      |
| 1958/59 | Эйч И Кирхнер        |      | Техасский христианский университет    | Центровой                                                    | Четвёртый    | [ 2 ]      |
| 1959/60 | Кэрролл Бруссард     |      | Техасский университет A&M             | Разыгрывающий защитник / Атакующий защитник                  | Второй       |            |
| 1960/61 | Кэрролл Бруссард (2) |      | Техасский университет A&M             | Разыгрывающий защитник / Атакующий защитник                  | Третий       |            |
| 1961/62 | Кэрролл Бруссард (3) |      | Техасский университет A&M             | Разыгрывающий защитник / Атакующий защитник                  | Четвёртый    |            |
| 1962/63 | Бенни Ленокс         |      | Техасский университет A&M             | Атакующий защитник / Разыгрывающий защитник                  | Третий       |            |
| 1963/64 | Бенни Ленокс (2)     |      | Техасский университет A&M             | Атакующий защитник / Разыгрывающий защитник                  | Четвёртый    |            |
| 1964/65 | Джон Бизли           |      | Техасский университет A&M             | Тяжёлый форвард / Центровой                                  | Третий       |            |
| 1965/66 | Джон Бизли (2)       |      | Техасский университет A&M             | Тяжёлый форвард / Центровой                                  | Четвёртый    |            |
| 1966/67 | Денни Холмен         |      | Южный методистский университет        | Разыгрывающий защитник / Атакующий защитник                  | Четвёртый    | [ 1 ]      |
| 1967/68 | Билли Арнольд        |      | Техасский университет в Остине        | Атакующий защитник / Разыгрывающий защитник                  | Четвёртый    |            |
| 1968/69 | Ронни Перет          |      | Техасский университет A&M             | Центровой                                                    | Четвёртый    |            |
| 1968/69 | Джин Филлипс         |      | Южный методистский университет        | Тяжёлый форвард / Лёгкий форвард                             | Второй       | [ 1 ]      |
| 1968/69 | Грег Уильямс         |      | Университет Райса                     | —                                                            | Третий       | [ 3 ]      |
| 1969/70 | Джин Филлипс (2)     |      | Южный методистский университет        | Тяжёлый форвард / Лёгкий форвард                             | Третий       | [ 1 ]      |
| 1970/71 | Джу Кеннеди          |      | Техасский христианский университет    | Лёгкий форвард / Тяжёлый форвард                             | Четвёртый    | [ 4 ]      |
| 1970/71 | Джин Филлипс (3)     |      | Южный методистский университет        | Тяжёлый форвард / Лёгкий форвард                             | Четвёртый    | [ 1 ]      |
| 1971/72 | Ларри Робинсон       |      | Техасский университет в Остине        | Лёгкий форвард / Тяжёлый форвард                             | Второй       |            |
| 1972/73 | Мартин Терри         |      | Арканзасский университет              | Разыгрывающий защитник / Атакующий защитник                  | Четвёртый    |            |
| 1973/74 | Ларри Робинсон (2)   |      | Техасский университет в Остине        | Лёгкий форвард / Тяжёлый форвард                             | Четвёртый    |            |
| 1974/75 | Сонни Паркер         |      | Техасский университет A&M             | Лёгкий форвард / Атакующий защитник                          | Третий       |            |
| 1975/76 | Сонни Паркер (2)     |      | Техасский университет A&M             | Лёгкий форвард / Атакующий защитник                          | Четвёртый    |            |
| 1975/76 | Айра Террелл         |      | Южный методистский университет        | Лёгкий форвард / Тяжёлый форвард / Центровой                 | Четвёртый    | [ 1 ]      |
| 1976/77 | Отис Бёрдсонг        |      | Хьюстонский университет               | Атакующий защитник / Разыгрывающий защитник                  | Четвёртый    | [ 5 ]      |
| 1977/78 | Рон Брюэр            |      | Арканзасский университет              | Атакующий защитник                                           | Четвёртый    |            |
| 1978/79 | Сидни Монкриф        |      | Арканзасский университет              | Атакующий защитник / Разыгрывающий защитник                  | Четвёртый    |            |
| 1979/80 | Рон Бакстер          |      | Техасский университет в Остине        | Атакующий защитник / Лёгкий форвард                          | Четвёртый    | [ 6 ]      |
| 1979/80 | Терри Тигл           |      | Бэйлорский университет                | Атакующий защитник / Лёгкий форвард                          | Второй       | [ 7 ]      |
| 1980/81 | Роб Уильямс          |      | Хьюстонский университет               | Разыгрывающий защитник                                       | Второй       | [ 8 ]      |
| 1981/82 | Рики Пирс            |      | Университет Райса                     | Атакующий защитник / Разыгрывающий защитник / Лёгкий форвард | Четвёртый    | [ 9 ]      |
| 1982/83 | Клайд Дрекслер       |      | Хьюстонский университет               | Атакующий защитник / Лёгкий форвард                          | Третий       | [ 8 ]      |
| 1982/83 | Майкл Янг            |      | Хьюстонский университет               | Лёгкий форвард / Атакующий защитник                          | Третий       | [ 8 ]      |
| 1983/84 | Аким Оладжьювон      |      | Хьюстонский университет               | Центровой                                                    | Третий       | [ 8 ]      |
| 1984/85 | Бубба Дженнингс      |      | Техасский технологический университет | Разыгрывающий защитник                                       | Четвёртый    | [ 10 ]     |
| 1985/86 | Джон Браунли         |      | Техасский университет в Остине        | Тяжёлый форвард / Центровой                                  | Четвёртый    | [ 6 ]      |
| 1986/87 | Карвен Холкомб       |      | Техасский христианский университет    | Атакующий защитник / Разыгрывающий защитник                  | Четвёртый    | [ 2 ]      |
| 1987/88 | Карлтон Маккинни     |      | Южный методистский университет        | Атакующий защитник / Разыгрывающий защитник                  | Четвёртый    |            |
| 1988/89 | Тревис Мэйс          |      | Техасский университет в Остине        | Разыгрывающий защитник / Атакующий защитник                  | Третий       | [ 6 ]      |
| 1989/90 | Тревис Мэйс (2)      |      | Техасский университет в Остине        | Разыгрывающий защитник / Атакующий защитник                  | Четвёртый    | [ 6 ]      |
| 1990/91 | Тодд Дэй             |      | Арканзасский университет              | Атакующий защитник / Лёгкий форвард                          | Третий       |            |
| 1990/91 | Оливер Миллер        |      | Арканзасский университет              | Центровой / Тяжёлый форвард                                  | Третий       |            |
| 1991/92 | Уилл Флемонс         |      | Техасский технологический университет | Лёгкий форвард / Тяжёлый форвард                             | Третий       |            |
| 1991/92 | Дэвид Уэсли          |      | Бэйлорский университет                | Атакующий защитник / Разыгрывающий защитник                  | Четвёртый    | [ 7 ]      |
| 1992/93 | Уилл Флемонс         |      | Техасский технологический университет | Лёгкий форвард / Тяжёлый форвард                             | Четвёртый    |            |
| 1992/93 | Бо Аутло             |      | Хьюстонский университет               | Тяжёлый форвард / Лёгкий форвард / Центровой                 | Четвёртый    | [ 8 ]      |
| 1992/93 | Майк Уилсон          |      | Южный методистский университет        | Атакующий защитник / Разыгрывающий защитник                  | Четвёртый    | [ 1 ]      |
| 1993/94 | Би Джей Тайлер       |      | Техасский университет в Остине        | Разыгрывающий защитник                                       | Четвёртый    | [ 6 ]      |
| 1994/95 | Курт Томас           |      | Техасский христианский университет    | Тяжёлый форвард / Центровой                                  | Четвёртый    | [ 2 ]      |
| 1995/96 | Джейсон Сэссер       |      | Техасский технологический университет | Лёгкий форвард                                               | Четвёртый    |            |